# In Blossom Time (film 1912)
In Blossom Time è un cortometraggio muto del 1912 diretto da George Nichols.

## Produzione
Il film fu prodotto dalla Thanhouser Film Corporation.

## Distribuzione
Distribuito dalla Film Supply Company, uscì nelle sale cinematografiche USA il 25 giugno 1912.